# Thomas Schmid (Journalist, 1950)
Thomas Schmid (* 26. Juli 1950 in Hägglingen, Schweiz) ist ein Schweizer Journalist. Er schreibt vorwiegend über Themen internationaler Politik.

## Leben und Werk
In den Jahren 1970 bis 1972 absolvierte Schmid ein Studium der Romanistik an der Universität Zürich. 1972 verbrachte er wegen Fahnenflucht fünf Monate in der Strafanstalt Saxerriet (Schweiz). Er studierte zwischen 1973 und 1978 Soziologie an der Freien Universität Berlin und schloss dort 1978 mit einem Diplom ab.
Zwischen 1979 und 1981 war Schmid als Redakteur in der Auslandsredaktion der Tageszeitung in Berlin tätig. 1982 war er Freischaffender Journalist mit Wohnsitz in Mexiko-Stadt. Danach kehrte er für die Jahre 1983 bis 1994 zur Tageszeitung zurück und betreute dort die Auslands- und Meinungsredaktion. In den Jahren 1995 und 1996 bekleidete er dort die Funktion des Chefredakteurs. Zwischen 1996 und 1997 berichtete Schmid als Auslandsreporter der Wochenpost (Berlin) aus Kroatien, Serbien, Mazedonien, Albanien, Kuba, Kongo, Israel und andern Ländern. Von 1997 bis 2000 arbeitete er als Freischaffender Journalist, vor allem als Reporter auf dem Balkan für Publikationen wie die Berliner Zeitung, das profil (Wien), Facts (Zürich), den Tages-Anzeiger (Zürich), die Badische Zeitung (Freiburg im Breisgau) und den General-Anzeiger (Bonn). Daneben schrieb Schmid zahlreiche Beiträge über historische Themen in Die Zeit (Hamburg), über kulturelle Themen in der Basler Zeitung (Magazin) sowie Reportagen aus dem nordafrikanischen Maghreb und Lateinamerika. 2000 bis 2001 wurde er als Redakteur der Weltwoche (Zürich) bestellt, zunächst in der Auslandsredaktion, dann Kulturredaktion, dann Blattmacher, dann Auslandsreporter. In dieser Funktion verfasste er unter anderem Reportagen aus Peru, Moldawien, Belgien, Deutschland, Frankreich, Spanien und Serbien. 
Von 2002 bis 2004 war Schmid als Freischaffender Journalist und Reporter in zahlreichen Ländern Lateinamerikas, im Maghreb, auf dem Balkan und in Südeuropa, vor allem für Die Zeit tätig, verfasste aber unter anderem auch Beiträge für Facts (Zürich), die Frankfurter Rundschau, das profil (Wien), das Format (Wien), die Berliner Zeitung, die Tageszeitung (Berlin), GEO und die Zeitschrift Mare (Hamburg). 2005 bis 2007 arbeitete er als Auslandsredakteur und Reporter bei Facts (Zürich). In den Jahren 2007 bis 2008 verfasste er als Freischaffender Journalist Reportagen aus Venezuela, Guatemala, Argentinien und Italien, vor allem für Die Zeit. 2008 bis 2015 war Schmid Leitender Redakteur der Berliner Zeitung, zunächst verantwortlich für das Meinungsressort, von 2009 bis 2015 war er Auslandsreporter. Seit 2016 arbeitet er als freier Journalist vor allem über Migration.
Thomas Schmid spricht Deutsch, Französisch, Spanisch, Italienisch und Englisch.

## Publikationen (Auswahl)
- (Hrsg.) Politische Morde, Göttingen (Werkstatt Verlag), 1996, zusammen mit Werner Raith
- (Hrsg.) Krieg im Kosovo, Reinbek (Rowohlt), 1999
- (Hrsg.) Die arabische Revolution, Berlin (Ch. Links Verlag), 2011, zusammen mit Frank Nordhausen
- Drei Kurzfilme – 7, 10 und 15 Minuten – über Srebrenica zehn Jahre nach dem Massaker, zusammen mit Ulf von Mechow für das ZDF